# Renato Loes
Renato Loes é  CEO da Dentsu Brasil e América Latina desde novembro de 2010 . Há 35 anos atua no mercado publicitário com passagens pela área de Atendimento das agências JWT, McCann Erickson , Young & Rubicam e Leo Burnett.
Foi Presidente da Leo Burnett Brasil durante os últimos dez anos. 
Em 2006, devido ao seu desempenho financeiro e criativo, o escritório brasileiro foi escolhido como “Agência do Ano” pela Leo Burnett Worldwide e passou a fazer parte do seleto grupo das dez agências mais estratégicas do Grupo no mundo. Nessa mesma época, Renato Loes assumiu a presidência da Leo na América Latina e um assento no Board Internacional da agência.
Em 2006, Loes foi eleito “Publicitário do Ano” no Prêmio Colunistas e em 2007, “Empresário de Comunicação do Ano” pela Associação Paulista de Propaganda. A Leo Burnett foi eleita Agência do Ano no Prêmio Caboré .